# ولینگتون لوئیز دی سوسا
ولینگتون لوئیز دی سوسا (به پرتغالی: Wellington Luís de Sousa) مهاجم اهل برزیل است که در شهر Ourinhos, São Paulo و در تاریخ ۱۱ فوریهٔ ۱۹۸۸ به دنیا آمده‌است.
ولینگتون لوئیز دی سوسا در تیم‌های فوتبال باشگاه ورزشی اینترناسیونال سابقهٔ حضور دارد.